# Loes Sels
Loes Sels (* 25. Juli 1985 in Turnhout) ist eine belgische Radrennfahrerin, die im Cyclocross und im Straßenradsport aktiv ist.

## Sportlicher Werdegang
Sels nahm 2002 mit 16 Jahren erstmals an den Cyclocross-Weltmeisterschaften teil. Ein erstes namhaftes Resultat holte sie mit dem zweiten Platz bei den belgischen Cyclocross-Meisterschaften 2004. In den Jahren danach fuhr sie Straßenrennen für Topsport Vlaanderen, einem Sportförderungsteam der Flämischen Region; mehrfach trat sie bei der Flandern-Rundfahrt oder Flèche Wallonne an, allerdings ohne vordere Resultate. Ihr bedeutendster Erfolg war der zweimalige Gewinn der belgischen Cyclocross-Meisterschaften, 2007 und 2008. Nach einer für sie enttäuschenden Saison 2009 beendete sie ihre Karriere zunächst.
Nachdem Sels 2012 und 2013 zwei Töchter zur Welt gebracht hatte, kehrte sie in den Cyclocross zurück. Hauptberuflich war sie weiterhin als Pflegekraft tätig und hatte wenig Zeit für Training. Dennoch wurde sie Siebte bei den Weltmeisterschaften 2014 und kam auch bei Europameisterschaften von 2015 bis 2019 dreimal unter die besten Zehn. Im UCI-Cyclocross-Weltcup war ihre beste Platzierung ein vierter Platz im Duinencross Koksijde 2017. Von 2017 bis 2019 erzielte sie mehrere Siege bei Rennen in Belgien und den Niederlanden; in den Rennserien Superprestige und DVV Trofee belegte sie mehrfach das Podium.
Nach 2019 konnte Sels dieses Niveau nicht mehr aufrechterhalten. Nachdem sie 2020 kurzzeitig mit ihrer Kusine Sanne Cant bei Ciclismo Mundial gefahren war, zeichnete sie im Ende 2021 bei Proximus und fuhr in den folgenden Jahren auch wieder Straßenrennen, hauptsächlich in Belgien. Im November 2024 gewann sie erstmals seit fast sechs Jahren wieder ein Cyclocrossrennen, im rumänischen Timișoara.

## Erfolge
2006/2007
 Belgische Meisterin – Cyclocross
2007/2008
 Belgische Meisterin – Cyclocross